# Dévoluy - Durbon - Charance - Champsaur
Dévoluy - Durbon - Charance - Champsaur este o arie protejată (sit de importanță comunitară — SCI) din Franța întinsă pe o suprafață de 35.530 ha, integral pe uscat.

## Localizare
Centrul sitului Dévoluy - Durbon - Charance - Champsaur este situat la coordonatele 44°36′52″N 5°54′51″E / 44.61444°N 5.91417°E.

## Înființare
Situl Dévoluy - Durbon - Charance - Champsaur a fost declarat arie specială de conservare în baza directivei 92/43 din 1992 referitoare la conservarea habitatelor naturale și a faunei și florei sălbatice pentru a proteja 6 specii de plante și 19 specii de animale.

## Biodiversitate
Situată în ecoregiunile alpină și mediteraneană, aria protejată conține 22 de habitate naturale: Pajiști cu Molinia pe soluri calcaroase, turboase sau argilos-nămoloase (Molinion caeruleae), Liziere de ierburi înalte hidrofile de câmpie și de nivel montan până la alpin, Fânețe montane, Izvoare petrifiante cu formare de travertin (Cratoneurion), Mlaștini alcaline, Grohotișuri calcaroase și de șisturi calcaroase de la nivelul montan până la nivelul alpin (Thlaspietea rotundifolii), Pante stâncoase calcaroase cu vegetație casmofită, Peșteri inaccesibile publicului, Păduri de fag din Europa Centrală dezvoltate pe sol calcaros cu Cephalanthero-Fagion, Păduri pe pante, grohotișuri și ravene de Tilio-Acerion, Păduri montane și subalpine de Pinus uncinata (* dezvoltate pe substrat gipsos sau calcaros), Râuri de munte și vegetația erbacee de pe malurile acestora, Pajiști carstice calcaroase sau bazofile, de Alysso-Sedion albi, Fânețe de joasă altitudine (Alopecurus pratensis, Sanguisorba officinalis), Grohotișuri termofile și vest-mediteraneene, Păduri aluvionare cu Alnus glutinosa și Fraxinus excelsior (Alno-Padion, Alnion incanae, Salicion albae), Pajiști alpine și boreale, Formațiuni stabile xerotermofile de Buxus sempervirens pe pante stâncoase (Berberidion p.p.), Formațiuni de Juniperus communis pe lande sau pajiști calcaroase, Matorral arborescenți cu Juniperus spp., Pajiști alpine și subalpine calcaroase, Pajiști uscate seminaturale și facies de acoperire cu tufișuri pe substraturi calcaroase (Festuco-Brometalia) (* situri importante pentru orhidee).
La baza desemnării sitului se află mai multe specii protejate:
- plante (6): Aquilegia bertolonii, Buxbaumia viridis, papucul doamnei (Cypripedium calceolus), Dracocephalum austriacum, Klasea lycopifolia, Orthotrichum rogeri
- amfibieni (1): izvoraș-cu-burta-galbenă (Bombina variegata)
- mamifere (8): liliac cârn (Barbastella barbastellus), lupul (Canis lupus), râs eurasiatic (Lynx lynx), liliac cu aripi lungi (Miniopterus schreibersii), liliac cărămiziu (Myotis emarginatus), liliac comun (Myotis myotis), liliacul mare cu potcoavă (Rhinolophus ferrumequinum), liliacul mic cu potcoavă (Rhinolophus hipposideros)
- nevertebrate (8): Austropotamobius pallipes, croitorul mare al stejarului (Cerambyx cerdo), fluturele de noapte (Eriogaster catax), fluturele auriu (Euphydryas aurinia), Euplagia quadripunctaria, rădașcă (Lucanus cervus), Phengaris teleius, Rosalia alpina
- pești (2): zglăvoacă (Cottus gobio), clean dungat (Telestes souffia)

Pe lângă speciile protejate, pe teritoriul sitului au mai fost identificate 29 de specii de plante, 15 specii de nevertebrate.